# Victoria Laurell
Victoria Laurell, född 1 september 1852 i Janakkala, död 7 juli 1928 i Helsingfors, var en finländsk skolledare. Hon var dotter till Axel Adolf Laurell och Josephine von Kothen.  
Laurell var en banbrytare för den privata kvinnliga skolbildningen. Hon blev 1890 föreståndare för fruntimmersskolan Svenska privata läroverket för flickor (senare omdöpt till Laurellska skolan), som 1905 fick dimissionsrätt till universitetet. År 1906 köpte hon skolbyggnaden på Kyrkogatan 5, och den övergick senare i skolans ägo. Skolans ledning beslöt 1953 att grunda en stiftelse med Laurells namn, som övertog såväl skolan som fastigheten. Victoriastiftelsen har sedan 1977 delat ut stipendier till främst svenskspråkiga unga kvinnor. Laurellska skolan verkade i Helsingfors till 1966, då den flyttades till Kyrkslätt och blev samskola.